# Chaetocnema fallaciosa
Chaetocnema fallaciosa (лат.) — вид жуков-листоедов рода Chaetocnema трибы земляные блошки из подсемейства козявок (Galerucinae, Chrysomelidae).

## Распространение
Встречаются в Юго-восточной Азии (Индонезия, Малайзия).

## Описание
Длина 1,50—1,70 мм, ширина 1,10—1,15 мм. От близких видов (Chaetocnema resplendens, Chaetocnema yiei) отличается комбинацией следующих признаков: крупными размерами, формой эдеагуса и переднеспинки (соотношение ширины к длине 1,90—1,95). Переднеспинка и надкрылья гладкие, чёрные с металлическим блеском. Голова и дорзум сетчатые. Фронтолатеральная борозда присутствует. Антенномеры усиков желтовато-коричневые (А1-4 полностью жёлтые), голени и лапки жёлтые, задние бёдра чёрные или темнокоричневые. Голова гипогнатная (ротовые органы направлены вниз). Надкрылья покрыты несколькими рядами (6—8) многочисленных мелких точек — пунктур. Бока надкрылий выпуклые. Второй и третий вентриты слиты. Средние и задние голени с выемкой на наружной стороне перед вершиной. Переднеспинка без базальной бороздки. Вид был впервые описан в 1951 году австрийским энтомологом Францем Хейкертингером (1876—1953) по материалам из Борнео, а его валидный статус был подтверждён в ходе ревизии, проведённой в 2019 году в ходе ревизии ориентальной фауны рода Chaetocnema, которую провели энтомологи Александр Константинов (Systematic Entomology Laboratory, USDA, c/o Smithsonian Institution, National Museum of Natural History, Вашингтон, США) и его коллеги из Китая (Ruan Y., Yang X., Zhang M.) и Индии (Prathapan K. D.).